# سینامتانین بی۱
سینامتانین بی۱ (به انگلیسی: Cinnamtannin B1) با فرمول شیمیایی C۴۵H۳۶O۱۸ یک ترکیب شیمیایی است. که جرم مولی آن ۸۶۴٫۷۵ g/mol می‌باشد. 